# Windows IoT
Windows IoT (ehemals Windows Embedded) ist die zusammenfassende Bezeichnung der Betriebssysteme von Microsoft für eingebettete Systeme.

## Geschichte
Im Juni 1998 kündigte Microsoft an, eine Technologie der Firma VenturCom lizenzieren zu lassen, die es erleichtert, spezifische Versionen ihres serverbasierten Betriebssystems Windows NT für eingebettetes System (englisch embedded systems) zu erstellen. Dieses Projekt, welches intern unter dem Namen "Impala" bekannt war, wurde 1999 als Windows NT Embedded 4.0, basierend auf Windows NT 4.0 veröffentlicht-eine Reihe von Tools und eine Datenbank mit etwa 250 Komponenten, die es Entwicklern ermöglichte, kleine Windows NT 4.0 Systemabbilder für eingebettete Geräte zusammenzustellen. Windows NT Embedded 4.0 stellte geringe Systemanforderungen und kam mit einer Win32 API.
Microsoft bildete ein Team aus 500 Mitarbeitern, die sich um die Entwicklung von Betriebssystemen in der Embedded-Sparte kümmern sollten. Kurz darauf wurde die Entwicklung von Windows 2000 Embedded eingestellt, um an Windows XP Embedded zu arbeiten, welches Ende 2000 als Beta veröffentlicht wurde.
Am 26. August 2001 wurde die Beta 2 von Windows XP Embedded veröffentlicht, eine vollständige Version ist für später in diesem Jahr geplant.
Windows Embedded Standard 7 basiert auf Windows 7 und trug zuvor den Codenamen Windows Embedded 'Quebec'. Windows Embedded Standard 7 beinhaltet Windows Vista und Windows 7 Funktionen wie Aero, SuperFetch, ReadyBoost, Windows Firewall, Windows Defender, Adressbereichs-Randomisierung, Windows Presentation Foundation, Silverlight 2, Windows Media Center und viele andere Pakete. Es ist in den Versionen IA-32 und x64 erhältlich und wurde 2010 veröffentlicht. Es hat einen größeren minimalen Platzbedarf (~300 MB) im Vergleich zu 40 MB von XPe und erfordert außerdem eine Produktaktivierung. Windows Embedded Standard 7 wurde am 27. April 2010 veröffentlicht. Windows Embedded 8 Standard wurde am 20. März 2013 veröffentlicht.
Mit der Veröffentlichung von Windows 10 wurde die Embedded-Sparte zu Windows IoT (Windows Internet of Things) umbenannt.

## Windows 11 IoT

### Windows 11 IoT Enterprise
Windows 11 IoT Enterprise ist für x64-Prozessoren und ARM64 verfügbar.

## Windows 10 IoT
Wie bei den Vorgängerversionen ist Windows 10 IoT in verschiedenen Versionen erhältlich, allerdings teilen sich diese den gleichen Kern. Das ermöglicht die Entwicklung Universal Apps, die auf allen Plattformen lauffähig sind.

### Windows 10 IoT Enterprise
Windows 10 IoT Enterprise ist für x86-Prozessoren verfügbar. Für die Industrie wurden die bereits vorhandenen Lockdown-Features erweitert, die die Embedded-Systeme gegen Manipulationen schützen sollen.
Zu den Features zählen unter anderem ein Shell-Launcher, ein Write Filter, ein USB-Filter, ein Input-Filter und ein App-Locker.

### Windows 10 IoT Mobile Enterprise
Diese Version baut auf Microsoft Windows 10 Mobile auf und unterstützt neben x86-Prozessor auch Prozessoren mit einer ARM-Architektur.

### Windows 10 IoT Core
Diese Version ist, im Gegensatz zu den anderen beiden, für den Raspberry Pi 2 kostenlos erhältlich. Die grafische Oberfläche dieser Version beschränkt sich auf die Oberfläche einer Application, welches beim Systemstart gestartet wird. Diese Anwendung muss eine Universal App sein, normale Anwendungen sind nur über eine Remote Session ersichtlich.

## Windows Embedded 7
Windows Embedded 7 basiert auf Windows 7 Ultimate Service Pack 1 und ist der Nachfolger von Windows Embedded 2009. Die interne Versionsnummer lautet – wie in Windows 7 – NT 6.1. Windows Embedded 7 wurde am 27. April 2010 veröffentlicht.

## Windows Embedded 2009
Windows Embedded 2009 basiert auf Windows XP Professional Service Pack 3 und ist der Nachfolger von Windows XP Embedded. Die interne Versionsnummer lautet – wie in Windows XP – NT 5.1. Windows Embedded 2009 wurde am 9. Dezember 2008 veröffentlicht. Der Support lief für Windows Embedded Standard 2009 am 8. Januar 2019 und für Windows Embedded POSReady 2009 am 9. April 2019 ab. Damit war es das letzte XP-System, das noch offiziellen Support von Microsoft erhielt.

## Microsoft Windows XP Embedded
Windows XP Embedded ist eine modularisierte Version von Windows XP Professional, die es erlaubt, nur einen Teil der Komponenten auf dem Ziel-PC zu installieren. Windows XP Embedded ist vollständig modular aufgebaut. Module umfassen unter anderem Windows Media Player (8 oder 10), Internet Explorer 6, eine Firewall, den Windows-Explorer, DirectX 9 und .Net-Framework 3.1.
Meistens wird es in Kassen im Einzelhandel (z. B. McDonald’s, Aral, Deutsche Bahn) eingesetzt.

## Windows Embedded Automotive
Windows Embedded Automotive (früher auch Windows Automotive oder Microsoft Auto) ist ein Betriebssystem der Windows-Embedded-Produktfamilie. Es ist der Nachfolger der Betriebssysteme Microsoft Auto 4.1 und Windows Automotive 5.5. Zur Verwendung des Betriebssystems wird das Windows Embedded Automotive Development Kit (WE-ADK) benötigt. Im Kit sind neben der Hardware auch Evaluierungsversionen von Windows Embedded Automotive sowie ein Windows Embedded Platform Development Kit.

## Windows Embedded Handheld
Im Juni 2010 kündigte Microsoft für die zweite Jahreshälfte eine auf Windows Mobile 6.5 basierende neue Betriebssystemvariante unter der Markenbezeichnung Windows Embedded Handheld an.

## Windows Embedded Compact
Windows CE ist eine Betriebssystemlinie von Microsoft und für eingebettete Systeme, Thin Clients und Handhelds vorgesehen. Das Betriebssystem basiert auf keiner anderen Windows-Version und ist keine „verkleinerte Version“.
Die Buchstaben „CE“ sind keine Abkürzung, sondern Andeutung einer Vielzahl von Konstruktionsgrundsätzen wie Kompaktheit, Kompatibilität (englisch compatibility) und Effizienz (englisch efficiency). Mit Version 6.0 erweiterte Microsoft den Namen zu Windows Embedded CE und mit Version 7 wurde das System zu Windows Embedded Compact umbenannt, damit es sich einheitlich in die Produktlinie Windows Embedded der Betriebssysteme von Microsoft für eingebettete Systeme einfügt.

## Windows Embedded Server
Windows Embedded Server, auch bekannt unter Windows Server for Embedded Systems, richtet sich primär an Erstausrüster.
Es funktioniert wie ein Windows Server, besitzt allerdings nur die Komponenten, die von den Erstausrüstern gewünscht wurden und für die die Erstausrüster bezahlen.